# One Way...Or Another
One Way...Or Another är Cactus andra studioalbum, utgivet 1971.

## Låtlista
Där inte annat anges är låtarna skrivna av Appice, Bogert, Day, McCarty.
1. "Long Tall Sally" (Robert "Bumps" Blackwell, Enotris Johnson, Richard Penniman) - 5:54
2. "Rockout, Whatever You Feel Like" - 4:00
3. "Rock 'N' Roll Children" - 5:44
4. "Big Mama Boogie, Pt. 1 & 2" - 5:29
5. "Feel So Bad" (Chuck Willis) - 5:31
6. "Song For Aries" - 3:05
7. "Hometown Bust" - 6:39
8. "One Way...Or Another" - 5:06

## Medverkande musiker
- Tim Bogert - bas, bakgrundssång, ledsång på spår 2
- Carmine Appice - trummor, slagverk, bakgrundssång
- Jim McCarty - gitarr
- Rusty Day - sång, munspel